# Атриовентрикуларна нодална реентри тахикардија
Атриовентрикуларна нодална реентри тахикардија (АВНРТ) је врста абнормалног брзог срчаног ритма и врста суправентрикуларне тахикардије (СВТ), што значи да потиче са места унутар срца изнад Хисовог снопа. Она је један од најчешћих облика суправентрикуларна тахикардија. Чешће је код жена него код мушкараца (приближно 75% случајева се јавља код жена). Главни симптом су палпитације. Лечење може бити специфичним физичким маневрима, лековима или, ретко, синхронизованом кардиоверзијом. Чести напади могу захтевати радиофреквентну аблацију, у којој се уништава абнормално проводно ткиво у срцу.

## Епидемиологија
АВНРТ се може јавити код било које особе, чешћ код жена него код мушкараца, а може се јавити чак и код младих, иначе здравих одраслих особа.
Aтриовентрикуларна нодална реентри тахикардија (АВНРТ) се јавља код 60% пацијената са пароксизмалном суправентрикуларном тахикардијом (СВТ), а други главни типови су бајпас посредоване тахикардије и атријалне тахикардије.  Њена преваленција  је 2,25 случајева на 1.000 у општој популацији а инциденца  35 на 100.000 пацијената.  На гловбалном нивоу, појава АВНРТ  је слична оној у Сједињеним Америчким Државама.
АВНРТ се може јавити код особа било ког узраста. Уобичајена је код младих одраслих особа, али неки пацијенти се јављају лекару тек у седмој или осмој деценији живота или касније.

## Етиопатогенеза
Електрични сигнали контролишу брзину и ритам  срца. Почињу у синоатријалном (СА) чвору (природном пејсмејкеру срца.), посебној групи мишићних влакана у горњој десној комори срца (атријуму).  
У здравом срцу, електрични импулс из синоатријалног чвора чине да се обе преткоморе контрахују (пумпају крв). Импулс затим путује кроз спроводне путеве до атриовентрикуларног (АВ) чвора и до две доње коморе срца. АВ чвор делује као капија између горњих и доњих комора.
Тако нормално срце покреће крв кроз коморе у остатак  тела. Али проблем са електричним системом  срца може изазвати абнормалан рад срца (неправилан, пребрз или преспоро) или аритмију као што је АВНРТ.
Атриовентрикуларна нодална реентри тахикардија (АВНРТ) је најчешћа врста суправентрикуларне тахикардије (СВТ) због додатног електричног пута, који чини да срце изненада куца много брже него нормално.
Нормалан откуцај срца је око 60 до 100 откуцаја у минути када особа мирује. Али особа са АВНРТ доживљава изненадне епизоде абнормално брзог откуцаја срца, често од 140 до 280 откуцаја у минути.
АВНРТ се јавља када се реентрантни круг формира унутар или непосредно поред атриовентрикуларног чвора. Круг обично укључује два анатомска пута: брзи и спори пут, који су оба у десној преткомори. Спори пут (који је обично циљан за аблацију) налази се инфериорно и благо позади од АВ чвора, често пратећи предњу ивицу коронарног синуса. Брзи пут се обично налази изнад и иза АВ чвора. Ови путеви се формирају од ткива које се понаша веома слично АВ чвору, а неки аутори их сматрају делом АВ чвора.
Брзи и спори путеви не треба мешати са помоћним путевима који доводе до Волф-Паркинсон-Вајтовог синдрома (ВПВ синдром) или атриовентрикуларне реентри тахикардије (АВРТ). Разлика између ове три тахикардије је у томе што се у АВНРТ, брзи и спори путеви налазе унутар десне преткомора близу или унутар АВ чвора и показују електрофизиолошка својства слична ткиву АВ чвора, док се омоћни путеви који доводе до ВПВ синдрома и АВРТ налазе  у атриовентрикуларним валвуларним прстеновима. Они обезбеђују директну везу између преткомора и комора, а имају електрофизиолошка својства слична мишићном срчаном ткиву срчаних комора.

Електрични сигнали контролишу брзину и ритам вашег срца. Почињу у синоатријалном (СА) чвору, посебној групи мишићних влакана у горњој десној комори вашег срца (атријуму). СА чвор је природни пејсмејкер вашег срца.
У здравом срцу, електрични импулс из синоатријалног чвора чини да се две горње коморе (преткоморе) контрахују (пумпају). Импулс затим путује кроз путеве до атриовентрикуларног (АВ) чвора и до две доње коморе вашег срца (вентрикуле). АВ чвор делује као капија између горњих и доњих комора.
Тако нормално срце покреће крв кроз коморе у остатак вашег тела. Али проблем са електричним системом вашег срца може изазвати абнормалан рад срца (неправилан, пребрз или преспоро). То се зове аритмија .
СВТ је једна врста аритмије, а АВНРТ је најчешћи тип СВТ.
Код АВНРТ-а долази до преурањене контракције. Срце има мали додатни пут у близини АВ чвора , који се зове реентрантско коло. Рана контракција може учинити да електрични импулс уђе у коло и кружи около. То може изазвати изненадне трајне убрзане откуцаје срца.
Неке породице могу имати неколико чланова са овим стањем, што сугерише да се АВНРТ може наследити, али истраживање још није пронашло генетско објашњење.

## Клиничка слика
АВНРТ се дешава у епизодама, што значи да убрзани рад срца долази и одлази у одређеним временским интервалима. Особа са овим стањем може имати симптоме годинама пре него што добије дијагнозу.
Уобичајени знаци укључују:
- нелагодност у врату или грудима,
- вртоглавицу,
- убрзани рад срца (140 до 280 откуцаја у минути),
- палпитације,
- полиурију, прекомерну количину мокраће,
- кратког дах.

У ретким, тешким случајевима, АВНРТ може изазвати озбиљније симптоме и компликације као што су:
- бол у грудима,
- конфузија,
- несвестица (синкопа),
- низак крвни притисак (хипотензија),
- шок.

## Дијагноза
Дијагноза АВНРТ са поставља на основу: 
- Медицинске историја: која  укључује питања о здравственим проблемима, недавним симптомима и свим лековима или другим супстанцама које пацијент користити.
- Физичког прегледа: виталне знакова, укључујући аускултацију срца и плуча, крвни притисак и откуцаје срца.
- Електрокардиограма: којим се прати електрична активност у срцу, укључујући време и трајање сваког откуцаја срца. ЕКГ се може користити за потврђивање дијагнозе током акутне епизоде.

- Тестови крви за идентификацију других проблема који могу утицати на срце.
- Ехокардиограм (ехо), који производи слике срца којим се утврђује структура или активност срца као пумпе.
- Холтер монитор или други амбулантни мониторинг, уређај који пацијент носи неколико дана за праћење срчаног ритма док обављате своју дневну рутину. Овај тип уређаја може открити епизоде аритмије које се нису догодиле током ЕКГ-а.
- Тест стреса при вежбању , који прати активност  срца током напрезања  на траци за трчање или стационарном бициклу.
- Електрофизиолошки тестови и кардијално мапирање, инвазивна процедура која се може користити за одређивање тачне етиологије и локације аритмије.

## Терапија
Постоји неколико стратегија лечења АВНРТ:
Вагални маневри: има за циљ да зауставите епизоду АВНРТ једноставним стратегијама код куће. Примери укључују кашаљ, задржавање даха или потапање лица у хладну воду.
Електрична кардиоверзија:  испоручује електрични удар у срце преко електрода или фластера на грудима. Поступак може вратити нормалан срчани ритама.
Катетерска аблација:  ствара ожиљно ткиво у срчаном мишићу, које може блокирати неисправне електричне сигнале и излечити одређене врсте аритмија, као што је АВНРТ.
Лекови: који се користе за прекид акутне епизоде атриовентрикуларне нодалне реентри тахикардије (АВНРТ) дају се интравенозно. Ови лекови укључују следеће препарате:
- Аденозин (прва линија),
- Блокатори калцијумових канала (нпр дилтиазем, верапамил),
- Бета-блокатори (нпр  есмолол, пропранолол, метопролол, атенолол),
- Дигиталис

Лекови који се користе за спречавање рецидива: дају се орално (преко уста) укључују:
- блокаторе калцијумских канала,
- угоделујуће бета-блокаторе,
- дигиталис.

Напомена: примена аденозина или других агенса за блокаду АВ чворова може, у ретким случајевима, довести до вентрикуларне фибрилације или чак до асистолије у кратком временском периоду.

## Прогноза
Прогноза за пацијенте са атриовентрикуларном нодалном реентри тахикардијом (АВНРТ) је обично добра у одсуству структурне срчане болести. Већина пацијената акутно реагује на вагусне маневре или аденозин и дугорочно на лекове за спречавање рецидива или на радиофреквентну аблацију, која је у приближно 95% случајева успешна и има низак ризик од компликација. Зато се радиофреквентна аблација сматра пожељном методом лечења за већину пацијената.

## Компликације
Компликације АВНРТ укључују:
- хемодинамски компромис,
- конгестивну срчану инсуфицијенцију,
- синкопу,
- ангину изазвану тахикардијом,
- кардиомиопатију,
- исхемију миокарда и
- инфаркт миокарда.

## Превенција аритмије
Иако превентивни третман може бити од велике помоћи у заустављању непријатних симптома повезаних са АВНРТ, пошто је ова аритмија бенигно стање, превентивно лечење најчешће  није неопходно,  а неки од оних који одлуче да се не лече на крају постати асимптоматски.
Избегавањем окидаче аритмије, може се превантивно смањите учесталост епизода. Окидачи које треба избегавати могу  укључивати:
- алкохол,
- кофеин,
- одређене врсте физичких вежби,
- биљне додатке.
- рекреативне дроге (повремена употреба једне или више психоактивних дрога за изазивање измењеног стања свести, било из задовољства или за неке друге повремене сврхе или забаве са циљем да се модификују перцепције, осећања и емоције),[9]
- пушење или употреба дуванских производа.,
- интезиван стрес,

Они који желе да се превентивно лече могу изабрати да узимају дуготрајне антиаритмичке лекове. Лекови прве линије су антагонисти калцијумових канала и бета блокатори, док лекови друге линије укључују флекаинид, амиодарон и повремено дигоксин. Ови лекови су умерено ефикасни у спречавању даљих епизода, али их треба узимати дугорочно.
Алтернативно, инвазивна процедура која се зове електрофизиолошка метода и катетерска аблација могу се користити да се потврди дијагноза и потенцијално понуди лек. Ова процедура подразумева увођење жица или катетера у срце кроз вену на нози.  Врх једног од ових катетера се може користити за загревање или замрзавање спорог пута АВ чвора, и уништавање његове способности да спроводи електричне импулсе и спречава  АВНРТ.  Пре него што се ово уради, процењују се ризици и користи. Катетерска аблација спорог пута, ако се успешно спроведе, може потенцијално да излечи АВНРТ са стопом успеха од >95%, у равнотежи са малим ризиком од компликација укључујући оштећење АВ чвора и накнадно потребу за пејсмејкером.